# Phaethornis rupurumii
A Phaethornis rupurumii a madarak osztályának sarlósfecske-alakúak (Apodiformes)  rendjébe és a kolibrifélék (Trochilidae) családjába tartozó faj.

## Rendszerezése
A fajt Adolphe Boucard francia ornitológus írta le 1892-ben.

## Alfajai
- Phaethornis rupurumii amazonicus Hellmayr, 1906
- Phaethornis rupurumii rupurumii Boucard, 1892[2]

## Előfordulása
Brazília, Guyana, Kolumbia és Venezuela területén honos. Természetes élőhelyei a szubtrópusi vagy trópusi síkvidéki esőerdők, mocsári erdők és cserjések, valamint másodlagos erdők. Állandó, nem vonuló faj.

## Megjelenése
Testhossza 13 centiméter.

## Természetvédelmi helyzete
Az elterjedési területe nagyon nagy, egyedszáma pedig ismeretlen. A Természetvédelmi Világszövetség Vörös listáján nem fenyegetett fajként szerepel.